# Chaetomitrium callichrous
Chaetomitrium callichrous är en bladmossart som beskrevs av Bescherelle 1873. Chaetomitrium callichrous ingår i släktet Chaetomitrium och familjen Hookeriaceae. Inga underarter finns listade i Catalogue of Life.